# 坦卡內山 (聖安東尼奧區)
16°11′34″S 70°20′48″W / 16.19278°S 70.34667°W
坦卡內山（Tankani），是秘魯的山峰，位於該國東南部普諾大區，由普諾省的聖安東尼奧區負責管轄，屬於安地斯山脈的一部分，海拔高度5,000米。